# Riese electronic
|  | Dieser Artikel wurde aufgrund wesentlicher Mängel auf der Wartungs- und Qualitätssicherungsseite des Portal:Unternehmen eingetragen. Artikel, die nicht signifikant verbessert werden können, werden gegebenenfalls gelöscht. Bitte hilf mit, die inhaltlichen Mängel dieses Artikels zu beseitigen, und beteilige dich an der Diskussion. |

Die riese electronic gmbh war ein Unternehmen mit den Geschäftsbereichen Electronic Manufacturing Service und Automation & Safety, welcher Komponenten für die Automatisierungs- und Sicherheitstechnik lieferte.
Beschäftigt wurden an den Standorten Horb am Neckar (Baden-Württemberg) und Langenwolschendorf (Thüringen) zusammen 100 Mitarbeiter. Das Unternehmen war auch an einem EMS-Betrieb in Ungarn beteiligt und pflegte eine Kooperation mit chinesischen Geschäftspartnern.

## Geschichte
Die Gesellschaft wurde 1958 von Roland Riese in Stuttgart als Entwicklungsfirma für elektronische Baugruppen und Geräte gegründet. Auf Grund mangelnder Kapazitäten zog das Unternehmen 1964 nach Schönaich nahe Böblingen. Noch im gleichen Jahr wurde die elektronische Steuerung für den ersten Fahrkartenautomaten der Welt entwickelt. 1969 zog das Unternehmen, wieder aufgrund mangelnder Kapazitäten, in das Industriegebiet Hohenberg in Horb am Neckar, wo es bis zur Schließung 2015 seinen Hauptsitz hatte. 1991 eröffnete riese electronic ein Zweigwerk in Zeulenroda-Triebes, welches später in die Nachbargemeinde Langenwolschendorf umzog. Im ehemaligen Neubau in Langenwolschendorf befindet sich nun ein Fachmarkt für Gartengeräte. Ab 2006 beteiligte sich das Unternehmen an einem EMS-Dienstleister in Ungarn. Im Jahre 2006 kam es zu einer Neuausrichtung der Geschäftsbereiche.
- Electronic Manufacturing Service bot Service, Entwicklung, Produktion und Prüfung kundenspezifischer, elektronischer Baugruppen und Geräte an.
- Automation & Safety bot Komponenten für die Automatisierungs- und Sicherheitstechnik an. Auch die Herstellung von Sicherheitsschaltgeräten Zeit- und Messrelais sowie Messgeräte für die Betonindustrie fand in diesem Geschäftsbereich statt.

Das Unternehmen meldete 2014 Insolvenz an und wurde am 1. Juli 2015 geschlossen.

## Konzernstruktur
Ab 1998 war Oliver Riese Geschäftsführer und Inhaber. Ab 2013 war Roland Haidysek 2. Geschäftsführer.

## Ehemalige Produkte
- Electronic Manufacturing Service
- Entwicklung elektronischer Geräte
- Leiterplattenbestückung
- Kundenspezifische Entwicklungen
- Sicherheitsschaltgeräte
- Messrelais
- Zeitrelais
- Prüfgeräte für die Betonindustrie